# Издательство Петроградского совета
Издательство Петроградского совета (совдепа) создано 29 ноября (12 декабря) 1917 года на основе комиссии по издательскому и типографскому делу Петроградского совета рабочих и солдатских депутатов.
Руководителем был сначала Д. Вильнер, затем И. Ионов. Главной задачей издательства стало политическое просвещение. Оно издавало произведения Ленина, Зиновьева, Маркса, Энгельса, работы по политэкономии, атеизму, женскому вопросу и т. д.
Здесь вышли «Песни прошлого» Демьяна Бедного, «Красное Евангелие» и «Песни Красного Звонаря» Василия Князева, рассказы Горького, «Жан Кристоф» Ромена Роллана.
В издательстве выходили «Известия Петроградского Совета», «Красная газета», литературный журнал «Пламя».
В мае 1919 реорганизовано в Петрогосиздат.